# Весёлая Долина (Ольховатский поселковый совет)
Весёлая Доли́на (укр. Весела Долина) — село на Украине, входит в Ольховатский поселковый совет Бахмутского района Донецкой области Украины. Находится под контролем самопровозглашённой Донецкой Народной Республики.

## География
В Донецкой области имеется одноимённый населённый пункт — село Весёлая Долина к юго-востоку от города Бахмут.

#### Соседние населённые пункты по странам света
СЗ: Камышатка
З: —
ЮЗ: Новоорловка
Ю: —
С: Ольховатка
СВ: Данилово, Каменка
В: Полевое, Кумшацкое
ЮВ: Орлово-Ивановка

## Население
Население по переписи 2001 года составляет 5 человек. Наиболее распространенный язык — белорусский, на нём говорят три человека.

## История
До 11 декабря 2014 года входил в Енакиевский городской совет. В 2014 году село переподчинено Артёмовскому району.

## Адрес местного совета
86490, Донецкая область, Бахмутский район, Ольховатский поссовет, пгт. Ольховатка, ул. Советская, 1; тел. 5-46-32. Телефонный код — 6252.